# Tîtkiv, Polonne
Tîtkiv (în ucraineană Титьків) este un sat în comuna Novolabun din raionul Polonne, regiunea Hmelnîțkîi, Ucraina.

## Demografie
Componența lingvistică a localității Tîtkiv
     Ucraineană (94,76%)
     Rusă (5,24%)
Conform recensământului din 2001, majoritatea populației localității Tîtkiv era vorbitoare de ucraineană (94,76%), existând în minoritate și vorbitori de rusă (5,24%).